# Robert Fisk
Robert Fisk (ur. 12 lipca 1946 w Maidstone, zm. 30 października 2020 w Dublinie) – brytyjski pisarz, dziennikarz i publicysta.
Absolwent anglistyki oraz filologii klasycznej na Uniwersytecie w Lancaster, w 1985 roku uzyskał doktorat z nauk politycznych w Trinity College w Dublinie. W latach 1972–1975 pracował dla The Times jako korespondent w Belfaście, następnie w latach 1976–1988 na Bliskim Wschodzie. W 1989 roku przeniósł się do The Independent.
Autor licznych artykułów i reportaży o rewolucji irańskiej z 1979 roku, wojnie irańsko-irackiej z lat 1980–1988 oraz o wojnie w Zatoce Perskiej. Sprawozdawca wydarzeń podczas konfliktu arabsko-izraelskiego, wojny w Kosowie oraz agresji amerykańskiej na Irak z 2003 roku. Spędził w Libanie ponad 30 lat.
Był jednym z niewielu zachodnich dziennikarzy, którzy przeprowadzili wywiad z Usamą ibn Ladinem. Fisk robił to trzykrotnie.
Laureat wielu nagród i wyróżnień dziennikarskich; otrzymał ich więcej niż jakikolwiek inny korespondent. Dwukrotnie otrzymał nagrodę od Amnesty International; w 1998 roku za relacje z Algierii, ponownie w 2000 roku za artykuły na temat operacji lotniczej NATO przeciwko Jugosławii z 1999 roku. W 1999 roku został wyróżniony Nagrodą Orwella w dziedzinie dziennikarstwa. Otrzymał doktoraty honorowe od Trinity College w Dublinie, belgijskiego uniwersytetu w Gandawie oraz Uniwersytetu Amerykańskiego w Bejrucie. Był 7-krotnie wybierany brytyjskim dziennikarzem zagranicznym roku. The New York Times nazwał go „najsłynniejszym korespondentem zagranicznym w Wielkiej Brytanii”.
Autor m.in. następujących książek: Pity the Nation : Lebanon at War (2001) oraz The Great War for Civilisation: The Conquest of the Middle East (2008).
Władał językiem arabskim. Był pacyfistą i nigdy nie brał udziału w wyborach.